# ケーニヒグレーツの戦い
ケーニヒグレーツの戦い（ケーニヒグレーツのたたかい、独: Schlacht bei Königgrätz）は、普墺戦争における会戦の1つ。1866年7月3日にボヘミア（ベーメン）中部のケーニヒグレーツ（現在はチェコの都市フラデツ・クラーロヴェー）とサドワ村の中間地点でプロイセン王国とオーストリア帝国の軍の間で戦われた。分進合撃に成功したプロイセン軍はオーストリア軍を包囲し、決定的な打撃を与え、戦争終結を決定づけた。サドワの戦いとも呼ばれる。

## 開戦まで
前役にあたる1864年の第二次シュレースヴィヒ＝ホルシュタイン戦争（デンマーク戦争）では、プロイセン・オーストリア連合軍は戦略の拙さからデンマーク軍が島の要塞へ撤退することを許した。この一時は膠着した戦局を途中から打開したことでプロイセン軍ではモルトケと参謀本部の力量が認められることとなり、陸軍大臣から各軍団へ国王の名の下に出されていた作戦命令は、以後各軍への作戦は参謀本部より指令される体制が整った。
当時はドイツの統一が進行中であり、この戦争の後に小ドイツ主義によりプロイセン王国を盟主とするドイツ関税同盟の陣営と、大ドイツ主義によりオーストリア帝国を盟主とするドイツ連邦の路線対立が先鋭化し、戦争の気配が濃厚となった。
強大でありながら旧態依然としていたオーストリア帝国と異なり、プロイセンでは国王ヴィルヘルム1世のもとで鉄血演説を行った宰相ビスマルク、陸軍大臣ローン、参謀総長モルトケは戦争準備を進めた。外交的にはイタリアを同盟軍に引き込むことに成功し、オーストリアは戦力を南北に割かれることとなった。技術的にもプロイセンではクルップにより鉄道や大砲の開発が進み、速射力に優れる後装のボルトアクションライフルのドライゼ銃が採用・普及で一歩先を行っており、戦力や輸送力が充実していた。
戦略構想でもモルトケは、主敵をオーストリア側のドイツ諸邦でなくオーストリア本国に置いた。オーストリアが同盟国のザクセン王国からプロイセン首都のベルリンを攻撃するであろう事を予見し、これをザクセンからシュレージェンにわたる約300kmの各方面から包囲的に進発してボヘミア地方で邀撃する構想を基本に、当初はプロイセンおよび同盟軍の7分の6を投入して分進合撃を行い、隣国の介入を避けるための短期決戦を予定した。軍事連携のための電信についても整備を行った。ボヘミア方面にはプロイセン側から5本の鉄道が整備されていたのに対し、オーストリア側からは1本があるのみだった。投入戦力について、ビスマルクの政治的な考慮からライン川方面へも割かれ、結局次の通り（兵力は会戦へ投入された員数）三個軍を投入することとなり、プロイセン参謀本部より派遣された参謀長が身分の高い各司令官に助言を行い、全体的な戦略を指導するシステムを構築した。
- 第一軍 - 司令官フリードリヒ・カール親王（参謀長フォークツ＝レーツ中将）93,000人
- 第二軍 - 司令官フリードリヒ3世王太子（参謀長レオンハルト・フォン・ブルーメンタール少将）115,000人
- エルベ軍 - 司令官ビッテンフェルト大将（参謀長シュトロハイム大佐）46,000人

（その他、ドイツ諸邦）
戦争動員数32万人のプロイセンに対して、一方のフランツ・ヨーゼフ1世治下のオーストリア帝国ではオーストリア軍24万人および同盟ドイツ諸邦軍16万人の計40万人を動員しており、オーストリア優位の下馬評が強かった。会戦に投入されたのは次の通りの兵力であった。
- オーストリア軍 - 司令官ベネデック（ドイツ語版）元帥・造兵総監（参謀長ヘニックシュタイン中将） 215,000人
- ザクセン王国軍 - 司令官アルベルト王子 25,000人

## 開戦
1866年5月12日、プロイセンは準備計画の通りに動員を開始した。6月7日にオーストリアの支配域のホルシュタインにプロイセン軍が進駐すると、15日にオーストリアはプロイセンに宣戦を布告し、翌16日にプロイセンとイタリアがオーストリアに宣戦を布告して戦争は始まった。
一方、オーストリアではプロイセンとイタリアの南北に兵を割かれて積極的な戦略を見せず、オルミュッツ、ヨセフシュタット、ケーニヒグレーツの三つの要塞を中心に守勢をとって長期持久戦とすることで、国力の劣るプロイセンを挫折させようとした。
23日から南下を開始したプロイセン軍は、ギッチンを中心軸に第一軍、左翼はシュレージェンのゲルリッツより発進した第二軍がリーゼン山脈を越え、右翼のエルベ軍はトルガウよりザクセン王国のドレスデンを奪った後にエルツ山地を越えて、ボヘミアへ侵入した。前哨戦では、プロイセン第一軍がナホット、第二軍がトラウテナウとギッチンでオーストリア軍と戦闘になったが、27日のトラウテナウ以外は装備の良いプロイセンが勝利し、押し返されたトラウテナウの戦いもオーストリア軍の被害が大きかった。
オーストリア軍総司令官ベネデックは戦闘に自信を失い、講和を上申したが、オーストリア皇帝の意向は決戦であった。オーストリア軍はエルベ川西岸にあるケーニヒグレーツ要塞の西北近郊のクルム高地を中心に布陣した。

## 会戦

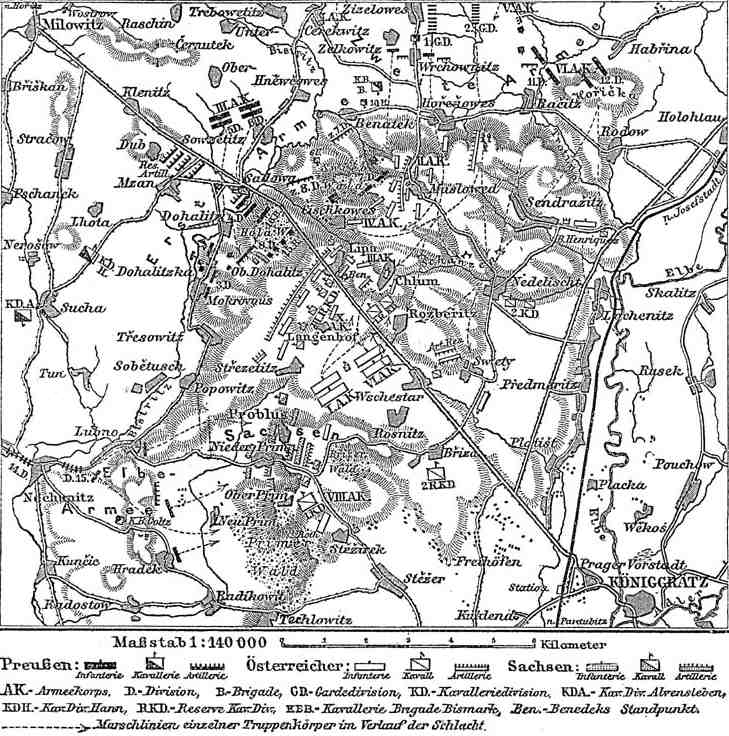
会戦布陣図

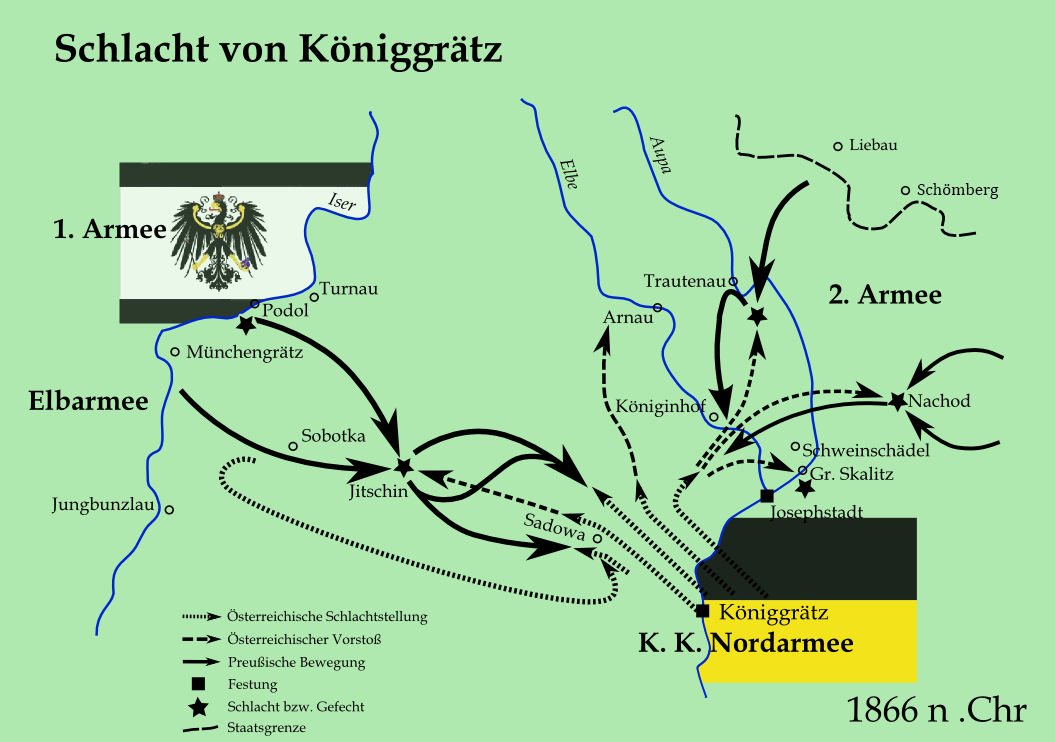
戦闘経過図

部隊の前進により、プロイセン首脳（ヴィルヘルム1世、ビスマルク、大モルトケ等）は6月29日にベルリンを発して、ギッチン経由で戦場に接近した。7月3日朝、プロイセン王太子の率いる第二軍は未着であったが、地勢に有利なクルム高地のオーストリア軍24万に対し、第一軍とエルベ軍の約14万のプロイセン軍が攻撃を開始した。前夜の雨は上がっていたが泥濘の中で、優勢なオーストリア軍の抵抗にあいプロイセン軍は進むことが出来なかった。特にオーストリア軍左翼に配置されたザクセン王国軍は高所の布陣によりプロイセン軍右翼のエルベ軍を苦戦させた。
午前9時から午後1時まで4時間が経過したが戦局を打開するはずのフリードリヒ3世王太子の率いるプロイセン軍第二軍は現れず、本営では度重なる救援要請の伝令に観戦していたビスマルクが焦り出したが、葉巻のケースを差し出されたモルトケが、良い葉巻を選り好みしている様を見て「作戦を立てた人間がこれだけ落ち着いておれば大丈夫だ」と安心したという。このとき、ヴィルヘルム1世も自ら総攻撃を命じようとしたが、モルトケに諫められたという。

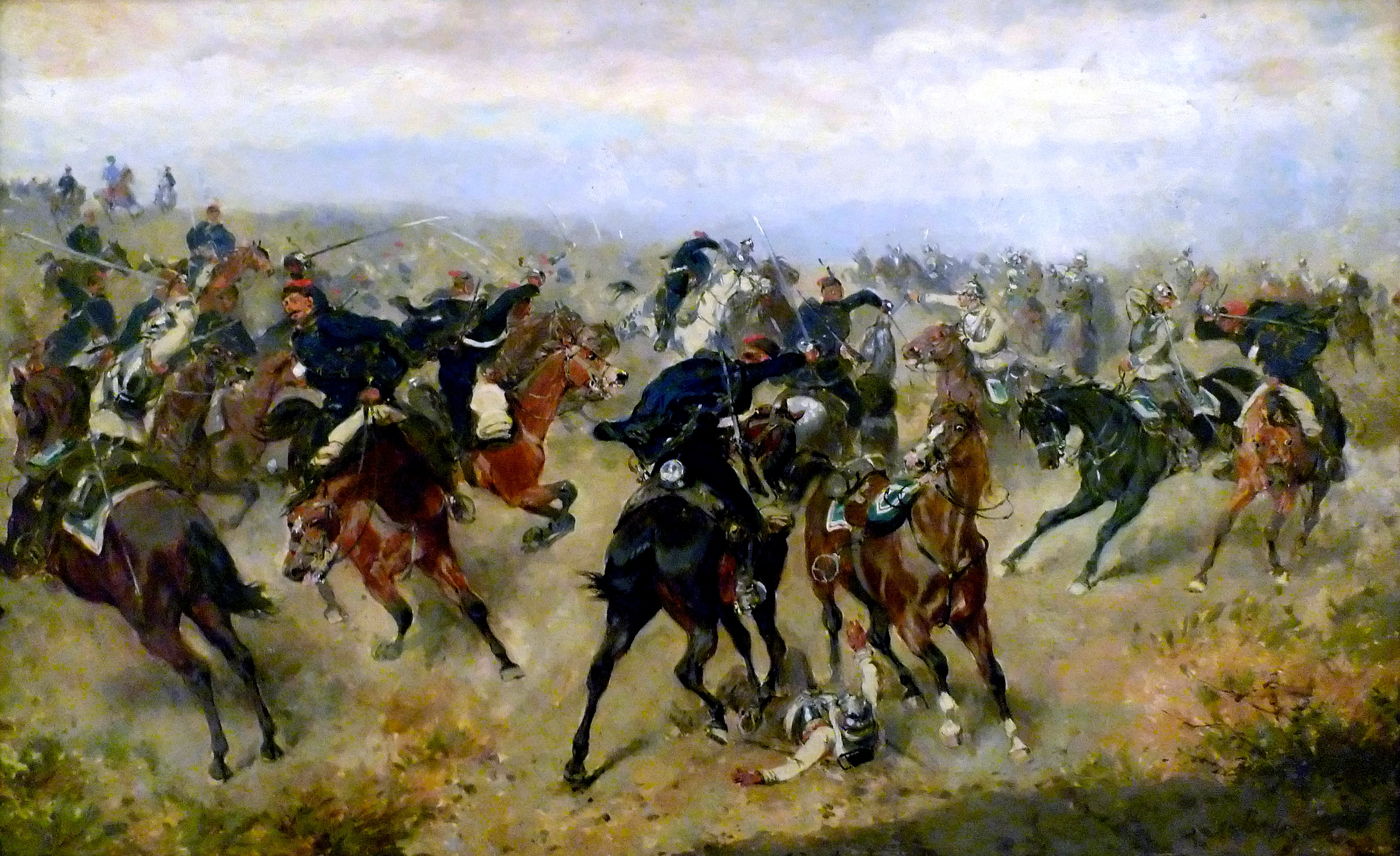
普墺騎馬戦図(Alexander von Bensa, 1866).

午前中からの戦闘はオーストリア軍が優勢であったが、午後になって約12万人のプロイセン第二軍が戦場に到着し、作戦通りの三方からの包囲攻撃が成立した。形勢は一転し、第二軍が攻撃したオーストリア軍右翼が崩れはじめると、中軍も動揺して退却が始まった。オーストリア軍司令官のベネデックは総予備を投入して一時クルム高地を奪回したが大勢は覆せず、再度陣地を放棄して退却することとなった。プロイセン軍では奪取した高地に砲兵を挙げて退却するオーストリア軍を砲撃するだけでなく、騎兵と歩兵による追撃を続けた。オーストリア軍はエルベ川へ追い落とされて全滅する危機にあったが、砲兵200門と騎兵師団1万が殿軍となって抵抗し、犠牲になることで退却を助けた。
こうして戦闘は一方的な結果となり、プロイセン軍の死傷者は9千人に留まったのに対し、オーストリア軍の死傷者約2万4千人、捕虜2万人、大砲の損失187門を数えた。モルトケはヴィルヘルム1世に向かって「陛下は本日の戦闘に勝たれたのみならず、今回の戦争にも勝たれました」と言ったという。

## 終戦へ

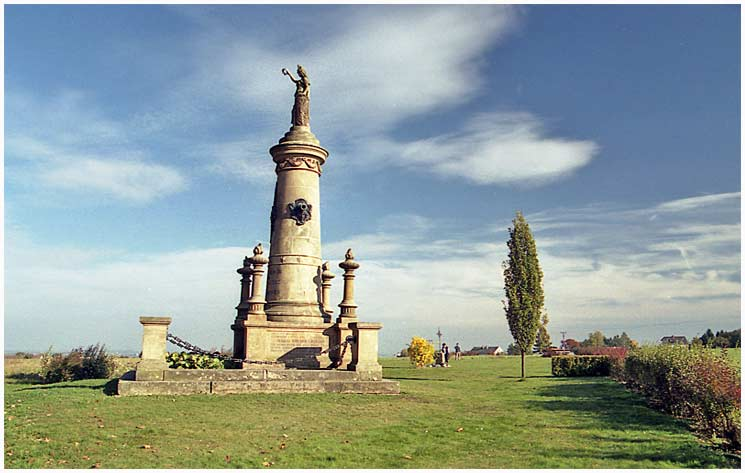
会戦記念碑

ケーニヒグレーツの戦いは普墺戦争に決定的な影響をもたらした。会戦後、プロイセン軍はウィーンより60kmにあるニコルスブルクまで前進した。オーストリアではイタリア戦線から兵力を割いて首都防衛の準備を始めたが、見通しは暗かった。プロイセン参謀本部では首都入城を望む声が大きかったが、ビスマルクの政治的配慮により禍根を残さずに次の戦争に備えるため、無割譲・無賠償・即時講和の路線で講和が模索され、7月26日のニコルスブルク仮条約の後、8月23日にプラハ条約が締結され、普墺戦争は7週間で終結した。
こうしてドイツ統一はオーストリアの影響を廃して小ドイツ主義のプロイセン主導で行われることとなり、オーストリア側についたドイツ諸邦のうちハノーファー、ヘッセン、カッセル、ナッサウ、自由都市フランクフルトはプロイセンに併合され、君主は廃位された。こうして北ドイツ連邦が形成され、次の普仏戦争でドイツ統一がなされることとなる。

## プロイセンの補給状況
鉄道の充実していたプロイセンでは5本の鉄道と5千3百台の車両によって動員はスムーズに行われ、21日間に兵員19万7千人、馬匹5万5千頭が展開した。また、国境からあまり踏み込んでいなかった6月29日頃までは戦闘部隊への補給が順調であった。しかし、その後の侵攻により鉄道があてに出来なくなると荷馬車に頼るしかなかった。モルトケはドレスデン-プラハ間の鉄道が開通することを望んだが、戦争中は利用できなかったし、ケーニヒシュタイン、テレージエンシュタット、ヨセフシュタット、ケーニヒグレーツの攻略されていないオーストリア要塞により鉄道の接続が絶たれ、応急新線の敷設も間に合わなかった。少ない街道には交通渋滞が発生し、戦闘部隊の通行が優先されたため補給が充分に続かなくなったことがモルトケの7月8日の手紙に記されている。会戦後、当座の補給を賄うため、現地徴収が横行した。また、モルトケが鉄道担当のフォン・ヴァルテンスレーベンを戦場に同行させたため、国内輸送も混乱した。